# Superinteligência artificial
Superinteligência artificial, SIA ou ASI, é o termo usado para se referir à especulação futura de um tipo de Inteligência artificial mais avançado que as IAs comuns. O próprio uso do nome, "Superinteligência" Artificial, dá a ideia de ser uma máquina cujas capacidades de raciocínio, análise de dados e inteligência estão muito acima do nível comum humano.
Assim como outras IAs semelhantes, tais como a inteligência artificial amigável (IAA) e a inteligência artificial geral (IAG), esse tipo de IA existe apenas no campo teórico, e é tratada como um objeto de estudo, e não uma realidade, afinal, o surgimento de uma SIA no futuro, dependeria, antes, da concretização e desenvolvimento de uma IAG. Pelas suas características próprias, a SIA faz parte de um grupo de IAs chamado de IAs fortes.

## Capacidades teóricas da superinteligência artificial
Em tese, espera-se que uma SIA seja totalmente autoconsciente, além de possuir uma inteligência consideravelmente superior ao ser humano, e também ter o potencial de se aprimorar e tomar decisões de acordo com o próprio conhecimento, sem necessitar de intervenção humana, com uma velocidade e capacidade de processar dados extremamente veloz.
Uma SIA, em paralelo a uma IAG, que seria capaz de replicar as habilidades e a versatilidade humana, uma SIA seria capaz de replicar certas funções específicas, porém de maneira mais rápida e funcional que um ser vivo ou que uma IA comum, como se fosse uma versão mais evoluída de uma inteligência artificial estreita, ou IA